# Jean-Paul Émin
Jean-Paul Émin, né le 17 juin 1939 à Montréal-la-Cluse et mort le 5 juin 2024 à Bourg-en-Bresse,, est un homme politique français.
Directeur commercial de profession, il est élu sénateur de l'Ain le 24 septembre 1989, et réélu le 27 septembre 1998. Il ne s'est pas représenté en 2008.

## Anciens mandats
- Membre de la délégation parlementaire pour l'Union européenne
- Vice-président du conseil général de l'Ain
- Adjoint au maire d'Oyonnax
- Président du district urbain d'Oyonnax